# Witbuikhoningvogel
De witbuikhoningvogel (Dicaeum hypoleucum) is een vogelsoort uit de familie van de dicaeidae (bastaardhoningvogels).

## Verspreiding
De witbuikhoningvogel komt alleen voor in de Filipijnen.

## Ondersoorten
Van de witbuikhoningvogel zijn de volgende vijf ondersoorten bekend:
- D. h. cagayanense: noordoostelijk Luzon.
- D. h. obscurum: noordelijk, centraal en zuidelijk Luzon, Catanduanes.
- D. h. pontifex: de oostelijk-centrale en zuidelijke Filipijnen.
- D. h. mindanense: Zamboanga-schiereiland.
- D. h. hypoleucum: de Sulu-eilanden.